# Robert Capelle
Graaf Robert François Marie Paul Leon Ghislain Capelle (Brussel, 7 september 1889 - Ukkel, 29 september 1974) was secretaris van koning Leopold III en een telg uit het geslacht Capelle.

## Familie
Martin Capelle, rechter bij de rechtbank van eerste aanleg in Namen, en Jeanne Bouché waren de grootouders van Robert Capelle. De vader van Robert was Leon Capelle (1850-1918), die getrouwd was met Catherine Dinon (1861-1944). Leon Capelle werd directeur-generaal op het ministerie van Buitenlandse Zaken en was als diplomaat gevolmachtigd minister. In 1906 verkreeg hij opname in de erfelijke adelstand en in 1912 de bij eerstgeboorte overdraagbare titel van baron. Het echtpaar kreeg drie dochters en twee zoons.
Robert Capelle verkreeg in februari 1940 de titel van graaf, overdraagbaar bij eerstgeboorte. Hij trouwde in 1926 met Marie-Louise de Harlez de Deulin (1890-1961), dochter van burggraaf Charles de Harlez. Ze hadden een zoon.
Hij was ook geheim kamerheer van de paus, terwijl zijn vrouw lid was van de Hospitalité de Notre Dame de Lourdes.
Hun zoon, Léon Capelle (1927-2005), trouwde in 1950 in Brussel (echtscheiding in 1964) met Marie-Thérèse de Selys de Fanson (1928-2018) en hertrouwde in Namen in 1965 met Gilberte Groot (1918-1989). Met afstamming tot heden.

## Levensloop
Robert Capelle behaalde het diploma van doctor in de rechten en was oorlogsvrijwilliger tijdens de Eerste Wereldoorlog. Hij begon vervolgens aan een diplomatieke carrière die hem tot de graad bracht van buitengewoon gezant en gevolmachtigd minister. 
In 1929 werd hij door het ministerie van Buitenlandse Zaken gedetacheerd naar het kabinet van de hertog van Brabant, die in 1934 koning Leopold III werd. Hij bleef de secretaris van de koning tot in 1947. Tijdens de oorlogsjaren deed hij ook tijdelijk dienst als kabinetschef. Capelle hield, op verzoek van de koning, nauwgezette dagelijkse aantekeningen bij over alles wat gezegd en gedaan werd. Hij heeft die na de oorlog aan de koning overgemaakt en tot heden zijn ze niet publiek. Nochtans gebruikte Capelle ze om zijn gepubliceerde memoires op te vestigen. Hij schreef ook meer uitgebreide memoires (meer dan duizend bladzijden) die niet gepubliceerd werden maar sinds 1993 bij het GESOMA voor vorsers beschikbaar zijn.
Gedurende de Tweede Wereldoorlog bleef Capelle de naaste medewerker van de koning en diende hij als doorgever van koninklijke mededelingen of aanbevelingen, die de koning zelf niet kon bekendmaken. Hij deelde de overtuiging van Leopold III dat de oorlog voor wat België betreft voorbij was en men zich moest neerleggen bij een langdurig overwicht en hegemonie van nazi-Duitsland. Hij gaf adviezen door aan Belgische diplomaten om zich niet aan te sluiten bij de regering in ballingschap in Londen en om geen vijandelijkheden zowel vanuit Engeland als vanuit Congo te ondersteunen.
Verschillende personen (onder meer journalisten) die na de oorlog voor collaboratie werden vervolgd, hielden staande dat ze via Capelle door de koning waren aangemoedigd in hun activiteiten. Capelle heeft dit steeds tegengesproken.
Vanaf augustus 1945 werd Capelle als secretaris van de koning opgevolgd door Jacques Pirenne en werden hem geen diplomatieke taken meer toevertrouwd. Hij legde zich voortaan toe op het schrijven van verschillende boeken gewijd aan zijn dienst bij koning Leopold, onder dewelke zijn onuitgegeven memoires.